# دوري كرة القدم الألباني الدرجة الثانية 2018–19
دوري كرة القدم الألباني الدرجة الثانية 2018–19 هو موسم من دوري كرة القدم الألباني الدرجة الثانية ‏. فاز فيه KF Tërbuni Pukë ‏.